# 北京王府学校

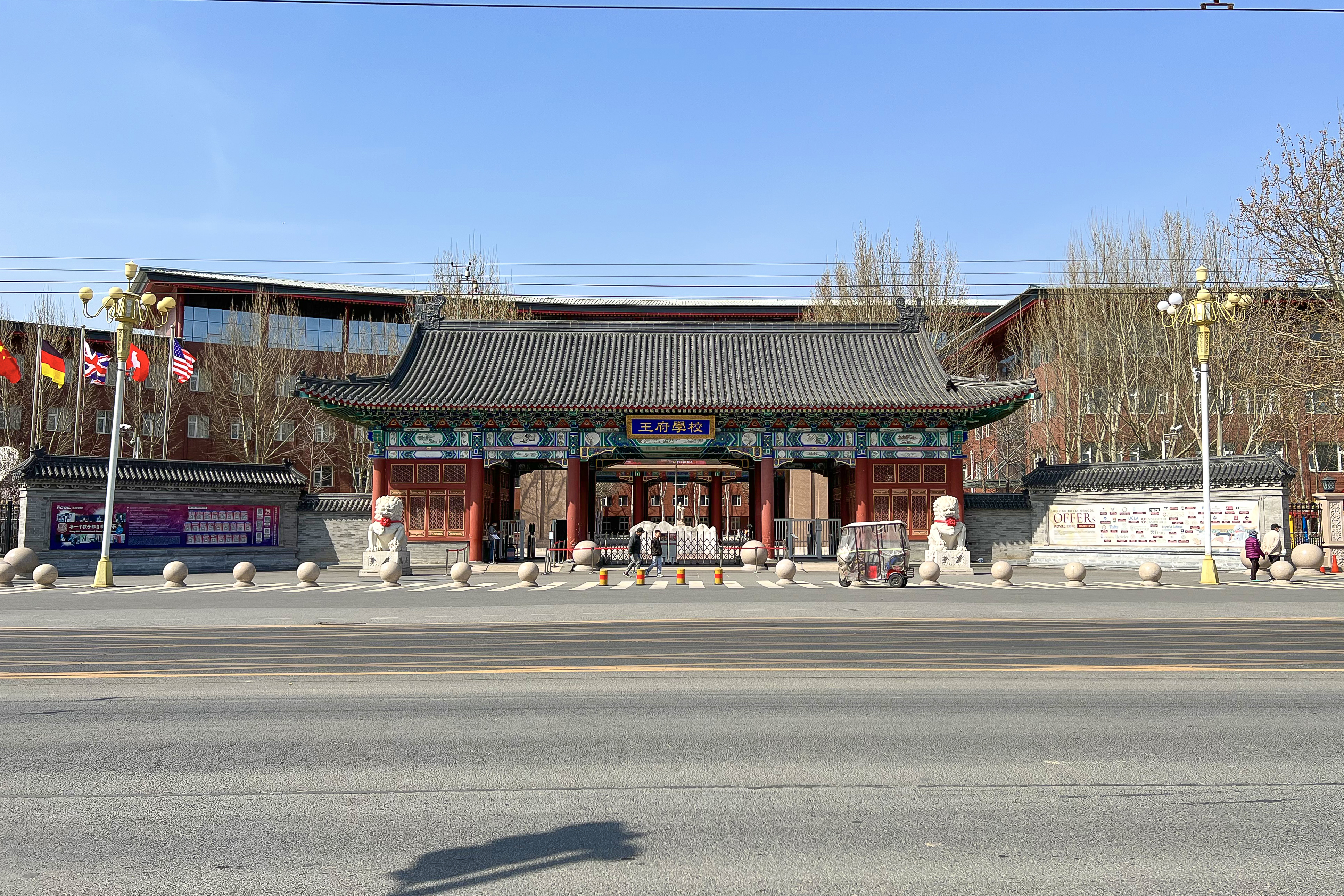
大门

北京王府学校（英語：Beijing Royal School）是一所位于中国北京市昌平区北清路的私立高中。该学校由王广发于 2003 年创立。 

## 教学模式
王府学校在校学生可选修美国AP高中课程、AS & A-Level课程和IB课程。 

## 排名
在2016年中国高中赴美留学排名中，该校学生进入美国顶尖大学的人数在中国大陆排名为第六名。  